# سلطان سلاطین
سلطان سلاطین لقبی سلطنتی در دولت عثمانی است که گفته شده اولین بار سلطان دهلی آن را در بافت فارسی به کار برده است.
سلطان سلاطین نیز مانند بسیاری از القاب، ستایش آمیز با منشأ عربی است که مثل "شاه شاهان"، در فارسی، می تواند ادعای امپراتوری ولی حاکمیت شرعی را بیان کند. از آنجایی که کلمه و مفهوم "امپراتور" در اسلام واژه ای بیگانه محسوب می شد سلاطین عثمانی به صورت رسمی از این لقب استفاده می کردند. عثمانی از لقب پادشاه (به شکل پادیشاه) به عنوان جاگزینی برای لقب سنتی سزار که در امپراتوری بیزانس بود استفاده می کرد.
سلاطین دهلی از این عنوان برای نشان دادن حکومت خود بر شمال هند استفاده می کردند، زیرا صدها راجهٔ هندی تحت فرمانروایی آنها حکومت می کردند. آن ها خود را زیردست خلیفه می دانستند اما همزمان خودمختاریشان را حفظ می کردند. به همین ترتیب، سلاطین بنگال نیز از این عنوان استفاده می کردند.
شاهنشاه در ایران نیز با مشروعیت کمتری ادعا می کرد که «سلطان سلاطین» است. این اظهارات با درگیری بین فرقه های های سنی و شیعه اسلام گره خورده است.